# الإعجاز الجيولوجي في القرآن
الإعجاز الجيولوجي في القرآن يقصد به المسائل الجيولوجية من علم الصخور وعلم المعادن التي أشار إليها القرآن ولم يكن توصل إليها العلم حين نزل القرآن.

## علم الصخور

### إلقاء الجبال
﴿خَلَقَ السَّمَاوَاتِ بِغَيْرِ عَمَدٍ تَرَوْنَهَا وَأَلْقَى فِي الْأَرْضِ رَوَاسِيَ أَنْ تَمِيدَ بِكُمْ وَبَثَّ فِيهَا مِنْ كُلِّ دَابَّةٍ وَأَنْزَلْنَا مِنَ السَّمَاءِ مَاءً فَأَنْبَتْنَا فِيهَا مِنْ كُلِّ زَوْجٍ كَرِيمٍ ۝١٠﴾ [لقمان:10] أن عملية تكون الجبال على سطح الأرض حدثت بطريقة الإلقاء على الأرض، وهذا الإلقاء تم جيولوجيًا عبر العصور نتيجة حدوث البراكين وما يقذفه من باطن الأرض الملتهب من خروج للحمم والصهارة إلى الأعلى ثم عودتها لتستقر على سطح الأرض، حيث ينبثق نتيجة الانفجارات البركانية حطام صخري صلب مختلف الأنواع والأحجام عادة في الفترة الأولى من الثوران البركاني.

### علاقة الجبال وسقوط المطر
﴿وَجَعَلْنَا فِيهَا رَوَاسِيَ شَامِخَاتٍ وَأَسْقَيْنَاكُمْ مَاءً فُرَاتًا ۝٢٧﴾ [المرسلات:27] ذكر الأمطار بعد الجبال حيث تصطدم السحب في قمم الجبال الشوامخ فتسقط الأمطار.

### علاقة الماء بلون الصخر
﴿وَمِنَ النَّاسِ وَالدَّوَابِّ وَالْأَنْعَامِ مُخْتَلِفٌ أَلْوَانُهُ كَذَلِكَ إِنَّمَا يَخْشَى اللَّهَ مِنْ عِبَادِهِ الْعُلَمَاءُ إِنَّ اللَّهَ عَزِيزٌ غَفُورٌ ۝٢٨﴾ [فاطر:28] علاقة إنزال الماء من السماء باختلاف ألوان الجبال ، ففي بحث مطول عن الماء، تبين أنه هو العامل الحاسم في تلوين الجبال، التي تأخذ ألوانها من ألوان معادنها التي تشترك في بنيتها، والمعادن تتلون بقدر أكسدتها، حيث أن الماء له علاقة بهذه الأكسدة، لذلك تجد أن أحد عوامل تلوينها، واختلاف ألوانها، من جبال كالغرابيب السود، وجبال جدد بيض، وحمر مختلف ألوانها يعود إلى الماء.

### الجبال الرواسي
﴿وَأَلْقَى فِي الْأَرْضِ رَوَاسِيَ أَنْ تَمِيدَ بِكُمْ وَأَنْهَارًا وَسُبُلًا لَعَلَّكُمْ تَهْتَدُونَ ۝١٥﴾ [النحل:15] يتفق ذلك مع دور الجبال على حواف القارات (الألواح) في تثبيت الأرض وهي ضمان لثبات القشرة الأرضية ومنعها من أن تضطرب ويختل توازنه، وكذلك تمدت جذور الجبال في باطن الأرض.

## علم المعادن

### الحديد
﴿لَقَدْ أَرْسَلْنَا رُسُلَنَا بِالْبَيِّنَاتِ وَأَنْزَلْنَا مَعَهُمُ الْكِتَابَ وَالْمِيزَانَ لِيَقُومَ النَّاسُ بِالْقِسْطِ وَأَنْزَلْنَا الْحَدِيدَ فِيهِ بَأْسٌ شَدِيدٌ وَمَنَافِعُ لِلنَّاسِ وَلِيَعْلَمَ اللَّهُ مَنْ يَنْصُرُهُ وَرُسُلَهُ بِالْغَيْبِ إِنَّ اللَّهَ قَوِيٌّ عَزِيزٌ ۝٢٥﴾ عملية إنزال الحديد من السماء، وقد درس العلماء المتخصصون هذا الأمر فوجدوا أن 98% من الكون يتكون من الهيدروجين والهليوم وهما أخف العناصر وأن الـ 2% الباقية تشكل العناصر الأثقل وعددها مائة وخمسة عناصر، مما حمل الدارسين على استنباط حقيقة تكون المواد ـ الأثقل وزناً ذرياً ـ من المواد الأخف، وأن ذلك يتم عن طريق الاندماج النووي الذي تصحبه طاقة هائلة. ووجد الباحثون أن هناك نجوماً تصل درجة حرارتها من 300 ألف مليون درجة إلى 400 ألف مليون درجة مئوية تسمح بأن يتكون الحديد بداخلها.
فإذا وصلت كمية الحديد إلى 50% من كتلة النجم وأصبح قلب النجم كله حديداً تتوقف العملية بالكامل وعندئذ ينفجر النجم، وإذا انفجر تناثرت أشلاؤه في الكون و تأتي للأرض على شكل نيازك ،ونرى النيازك الحديدية تصل إلى الأرض وتصل إلى القمر وإلى المجموعات الأخرى، مما دفع العلماء إلى تصور أن الأرض حينما انفصلت عن الشمس لم تكن سوى كومة من الرماد.

## نقد الإعجاز العلمي

### الجبال رواسي
علميا الجبال لاعلاقة لها بتثبيت الأرض ؛لأن الأرض في حركة دائمة باستمرار حسب نظرية الصفائح التكتونية فلو كانت الجبال تثبت الأرض لما شاهدنا حدوث زلازل في مختلف بقاع العالم. فالجبال هي بدورها ناتجة عن حركة الأرض فكيف ستثبت الأرض وهي ناتجة عن تصادم الصفائح التكتونية فيما بينها مثل اصطدام صفيح الهند بصفيحة الأوروآسيوية مما نتج عنه ظهور سلسلة جبال الألب. كما انه لايمكن للجبال ان تثبت الصفائح التكتونية لأنه ببساطة وزن الجبال وكتلتها لايسمح بذلك فكيف لسلسة جبال الألب في أوروبا التي هي عبارة عن خط من الجبال ان تثبت صفيحة ضخمة وكبيرة وهي صفيحة اوروآسيا التي تشمل القارة الأوروبية والآسيوية. كما أنه علميا كل سنة يزداد ارتفاع الجبال في العالم بضع مليمترات بسبب تحرك الصفائح التكتونية فلو كانت الجبال تثبت الأرض فيجب أن تكون هي بدورها ثابتة لا تتحرك.